# Metasia homogama
Metasia homogama là một loài bướm đêm trong họ Crambidae.